# P'yŏngan Settentrionale
La provincia del P'yŏngan Settentrionale (평안북도?, 平安北道?, P'yŏngan-puktoLR) è una delle suddivisioni amministrative della Corea del Nord, con capoluogo Sinŭiju.

## Geografia antropica

### Suddivisioni amministrative
Il P'yŏngan Settentrionale è suddiviso in 3 città (si) e 22 contee (gun).

#### Città
- Sinŭiju (capoluogo) (신의주시/新|義|州|市)
- Chŏngju (정주시/定|州|市)
- Kusŏng (구성시/龜|城|市)

#### Contee
| - Contea di Ch'angsŏng (창성군/昌\|城\|郡) - Contea di Ch'ŏlsan (철산군/鐵\|山\|郡) - Contea di Ch'ŏnma (천마군/天\|摩\|郡) - Contea di Hyangsan (향산군/香\|山\|郡) - Contea di Kujang (구장군/球\|場\|郡) - Contea di Kwaksan (곽산군/郭\|山\|郡) | - Contea di Nyŏngbyŏn (녕변군/寧\|邊\|郡) - Contea di Pakch'ŏn (박천군/博\|川\|郡) - Contea di P'ihyŏn (피현군/枇\|峴\|郡) - Contea di Pyŏkdong (벽동군/碧\|潼\|郡) - Contea di Ryongch'ŏn (룡천군/龍\|川\|郡) - Contea di Sakju (삭주군/朔\|州\|郡) | - Contea di Sindo (신도군/薪\|島\|郡) - Contea di Sŏnch'ŏn (선천군/宣\|川\|郡) - Contea di T'aech'ŏn (태천군/泰\|川\|郡) - Contea di Taegwan (대관군/大\|館\|郡) - Contea di Tongch'ang (동창군/東\|倉\|郡) - Contea di Tongrim (동림군/東\|林\|郡) | - Contea di Ŭiju (의주군/義\|州\|郡) - Contea di Unjŏn (운전군/雲\|田\|郡) - Contea di Unsan (운산군/雲\|山\|郡) - Contea di Yŏmju (염주군/鹽\|州\|郡) |  |